# PACO (журнал)
PACO (с эсп. — «МИР») — официальный журнал Mondpaca Esperantista Movado (MEM).

## История
Эсперанто-движение за мир во всем мире (эсп. Mondpaca Esperantista Movado), основанное в 1953 году в Австрии, сыграло важную роль в реорганизации эсперанто-движения в европейских социалистических странах. Движение издавало ежемесячный журнал PACO. Журнал выходил каждый месяц в разных странах, иногда и за Железным занавесом. Январский номер мог редактироваться японской секцией MEM, февральский — французской, мартовский — болгарской и т. д. Несколько выпусков PACO опубликовала секция MEM Германской Демократической Республики.

## Национальные издания

### Германская Демократическая Республика
Ещё до официальной регистрации эсперанто-движения в 1960 году Совет мира ГДР издал десятистраничный буклет на эсперанто. Редакторами были Людвиг Шёдль (Нойруппин) и Карл Майер (Берлин), тираж составил 6000 экземпляров.
После основания Центральной рабочей группы «Эсперанто» в Культурном союзе (эсп. Centra Laborrondo de Esperanto-Amikoj, с 1981 года — Эсперанто-ассоциация в Культурном союзе ГДР), эта организация стала секцией MEM ГДР, и с 1966 по 1989 год публиковала ежегодное специальное издание PACO. В выпуске 1966 года было 32 страницы, в выпусках с 1967 по 1968 год — 36 страниц, а в остальные годы — 40 страниц.
Каждые два месяца выходил номер на более качественной бумаге. Кроме того, каждый год выходили специальные выпуски из ГДР с большим количеством статей и богатым оформлением. В этих выпусках PACO публиковались материалы о международных политических проблемах и многочисленные статьи о культуре, а также заметки об интерлингвистике, эсперантологии и исследования развития эсперанто-движения в Восточной Германии и за рубежом.
Чтобы соответствовать стандартам популярных изданий велось сотрудничество с профессиональными художниками-графиками из дрезденской редакции Zeit im Bild. Благодаря этому журнал был богато иллюстрирован и выходил в формате A4. Тираж обычно составлял от 5000 до 6000 экземпляров. MEM распространяло журнал не только в ГДР, но и по всему миру. Всего было выпущено 24 номера общим объёмом 944 страницы. В 162 номере журнала Der Esperantist за 1990 год был приведён совокупный указатель статей.
Главными редакторами (по крайней мере, официально) были Ойген Менгер (с 1966 по 1971 год) и Детлев Бланке (с 1972 по 1989 год).

### Чехословакия
Чехословацкие номера PACO выходили с 1955 по 1988 год, обычно один или два номера в год. Помимо политических статей в них также публиковались литературные и исторические статьи. Главными редакторами были Рудольф Бурда (1955—1958), Йозеф Эдуард Амброж (1960—1961), Адольф Малик (1961—1963), Честмир Кноблох (1964—1971), Олдржих Книхал (1973—1976), Зденко Кржимски (1978—1981), Маргит Туркова (1982—1987), Имро Хаваш (1988).